# Громовик жорсткий
Громовик жорсткий (Onosma rigida) — вид квіткових рослин родини шорстколистих (Boraginaceae).

## Біоморфологічна характеристика
Це багаторічна рослина 15–35 см заввишки. Щетинисті волоски на стеблах і листках відстовбурчені. Стебла біля основи здерев'янілі і дуже розгалужені. Віночок білувато-жовтий, (13)17–18 мм завдовжки.

## Поширення
Південь Європи (пд. Україна, Північний Кавказ, Південний Кавказ, Туреччина (сх. Анатолія)).
В Україні вид зростає на кам'янистих, вапнякових схилах, по глинистих місцях — у Степу, на крайньому південному заході (Одеська обл. — ок. Одеси, м. Кілія), та у Криму.